# 누구나 제 명에 죽고싶다
"누구나 제 명에 죽고싶다"는 2013년에 개봉한 대한민국의 영화이다.

## 캐스팅
- 최원영 : 석호 역
- 이규복 : 진호 역
- 공민정 : 희영 역
- 신현탁 : 콩새 역
- 김원식 : 민규 역
- 김예준 : 장 형사 역
- 이재호 : 현철 역
- 손종학 : 사채사장 역
- 박일목 : 지점장 역
- 김보궁 : 혜경 역
- 이은석 : 젊은 형사 역
- 김자현 : 아이 엄마 역
- 권오훈 : 여드름 소년 역
- 김주형 : 아이 역
- 정원경 : 안치소 여직원 역
- 황두하 : 승마장교관 역
- 노승범 : 외포리사내 1 역
- 김진래 : 외포리사내 2 역
- 전종석 : 사채사무소직원 1 역
- 강구현 : 사채사무소직원 2 역
- 오신영 : 경찰서 내부 역
- 김민재 : 경찰서 내부 역
- 백승호 : 경찰서 내부 역
- 권오선 : 경찰서 내부 역
- 강철 : 경찰서 내부 역
- 이요 : 경찰서 내부 역
- 강홍렬 : 장례식장 역
- 손석한 : 장례식장 역
- 신기원 : 장례식장 역
- 차정민 : 장례식장 역
- 권용한 : 장례식장 역